# Noriko Yamashita
Noriko Yamashita (em japonês:  山下 規子; Yamaguchi, 6 de março de 1945) é uma ex-jogadora de voleibol do Japão que competiu nos Jogos Olímpicos de 1972.
Em 1972, ela fez parte da equipe japonesa que conquistou a medalha de prata no torneio olímpico, no qual atuou em cinco partidas.